# Pardosa laetabunda
Pardosa laetabunda là một loài nhện trong họ Lycosidae.
Loài này thuộc chi Pardosa. Pardosa laetabunda được Spassky miêu tả năm 1941.